# Bexhill-on-Sea
Bexhill-on-Sea (často zkráceně Bexhill) je přímořské město ve Spojeném království, nacházející se v Jihovýchodní Anglii. První zmínka o sídle, tehdy pojmenovaném „Bexelei“, pochází z roku 772, kdy jej ve svých spisech uvádí Offa z Mercie. Během Normanského vpádu bylo město roku 1066 do značné míry zničeno. V Bexhillu se nachází umělecké centrum De La Warr Pavilion, které je zapsáno na seznamu listed buildings (první stupeň). Kromě výstav výtvarných děl se zde konají také koncerty. Město leží na silnici A259, která vede mezi městy Brighton a Folkestone. V letech 1906 až 1907 byl starostou města irský skladatel Jimmy Glover.